# Fred Moten
Fred Moten (né en 1962) est un philosophe et poète américain dont les travaux explorent la théorie critique, les études noires et les études sur la performance.
Moten est professeur en études sur la performance à l'Université de New York et professeur émérite à l'Université de Californie à Riverside ; il a auparavant enseigné à l'Université Duke, à l'Université Brown et à l'Université de l'Iowa. Son œuvre théorique inclut Les sous-communs. Planification fugitive et étude noire, co-écrit avec le théoricien de l'économie Stefano Harney, In the Break: The Aesthetics of the Black Radical Tradition et The Universal Machine (Duke University Press, 2018). Il a publié de nombreux recueils de poésie, dont The Little Edges, The Feel Trio, B Jenkins et Hughson's Tavern.
En 2020, Moten a reçu une bourse MacArthur en reconnaissance de sa participation à la « [c]réation de nouveaux espaces conceptuels pour accueillir les formes émergentes de l'esthétique, de la production culturelle et de la vie sociale noires ».

## Biographie
Fred Moten est né à Las Vegas en 1962 et a grandi dans une famille catholique du quartier noir ségrégué à l'ouest de la ville. Ses parents ont participé à la Grande Migration, la période de l'histoire des États-Unis au cours de laquelle de nombreuses familles noires ont quitté le Grand Sud pour chercher de nouvelles perspectives dans le nord et l'ouest du pays. Ses parents étaient originaires de Louisiane et d'Arkansas. Après qu'ils se sont installés à Las Vegas, son père a trouvé un emploi au Las Vegas Convention Center (et a ensuite travaillé pour Pan American Airlines), tandis que sa mère travaillait comme enseignante dans une école primaire,.
Moten s'est inscrit à l'Université Harvard en 1980 dans l'espoir de poursuivre des études en économie. Son intérêt pour la théorie sociopolitique, le travail de Noam Chomsky et l'activisme politique l'ont éloigné de ses études. À la fin de sa première année, Moten a dû prendre un an de congé. Pendant ce temps, il a travaillé comme concierge au Nevada Test Site, a écrit de la poésie et a découvert les œuvres de TS Eliot et Joseph Conrad, entre autres. Son retour à Harvard a été davantage couronné de succès et l'a amené à développer sa compréhension de la prose et à trouver davantage d'inspiration pour son propre travail. C'est également à cette époque qu'il rencontre son futur collaborateur Stefano Harney . Après avoir obtenu son diplôme, Moten a poursuivi son doctorat à l'Université de Californie à Berkeley.

## Travail critique
Moten apporte des contributions intellectuelles considérables aux discours sur les études noires, la poésie et la poétique, la théorie critique de la race et la littérature américaine contemporaine.
Son travail a notamment fait l'objet de synthèses dans le Harvard Magazine, The New Yorker, The Brooklyn Rail et LitHub.com, qui sont revenus sur sa vie et son travail universitaire. En 2016, il a reçu une bourse Guggenheim  et le prix Stephen E. Henderson pour ses réalisations exceptionnelles en poésie de la Société de littérature et de culture africaine-américaine. L'œuvre de Moten, The Feel Trio (2014), du nom du trio de Cecil Taylor avec William Parker et Tony Oxley, a reçu le Los Angeles Times Book Prize et a été finaliste de poésie pour le National Book Award. Il a également reçu le prix Roy Lichtenstein de la Fondation pour les arts contemporains (2018).
Il a siégé à de nombreux comités de rédaction, notamment American Quarterly, Callaloo, Social Text et Discourse. Il a également siégé aux conseils consultatifs de Issues in Critical Investigation à l'Université Vanderbilt, du Critical Theory Institute de l'Université de Californie à Irvine, et a été membre du conseil d'administration du Center for Lesbian and Gay Studies de la City University de New York. Depuis septembre 2018, Moten est professeur au département d'études de performance de la Tisch School of the Arts de l'Université de New York, où il donne des cours sur les études noires, la poétique, la musique et la théorie critique de la race.
L'une de ses œuvres les plus connues est une série d'essais qu'il a publiés avec Stefano Harney dans un livre intitulé Les sous-communs (paru en 2013 et traduit en français en 2022). Dans leurs travaux, Moten et Harney critiquent la volonté du monde universitaire de professionnaliser l'étudiant, tout en proposant une analyse approfondie du capitalisme logistique et des institutions étatiques. Contre le régime financier de la vie à crédit, ils proposent une éthique de la dette : comment rester endettés les uns envers les autres comme moyen de comprendre sa propre relation au monde et aux autres.

## Travaux

### Textes universitaires
- avec Stefano Harney, All Incomplete, minor compositions, 2021 [lire en ligne]
- de la série « consent not to be a single being » :
  - The Universal Machine, Duke University Press, 2018
  - Stolen Life, Duke University Press, 2018
  - Black and Blur, Duke University Press, 2017
- avec Stefano Harney, A Poetics of the Undercommons (Sputnik et Fizzle, 2016)
- avec Wu Tsang, Who Touched Me? (If I Can't Dance, 2016)
- avec Stefano Harney : The Undercommons : Fugitive Planning and Black Study (Londres : Minor Compositions/Autonomedia, 2013) [lire en ligne] ; trad. fr. Les sous-communs: planification fugitive et étude noire, Paris, brooks, 2022 [lire en ligne]
- In The Break: The Aesthetics of the Black Radical Tradition, University of Minnesota Press, 2003

### Poésie
- All That Beauty (Seattle: Letter Machine Editions, 2019)
- The Service Porch (Letter Machine Editions, 2016)
- The Little Edges (Wesleyan University Press, 2015)
- The Feel Trio (Letter Machine Editions, 2014)
- B. Jenkins (Duke University Press, 2010)
- Hughson’s Tavern (Leon Works, 2009)
- I ran from it but was still in it (Cusp Books, 2007)
- Poems (with Behrle, Jim; Pressed Wafer, 2002)
- Arkansas (Pressed Wafer, 2000)